# Poronia punctata

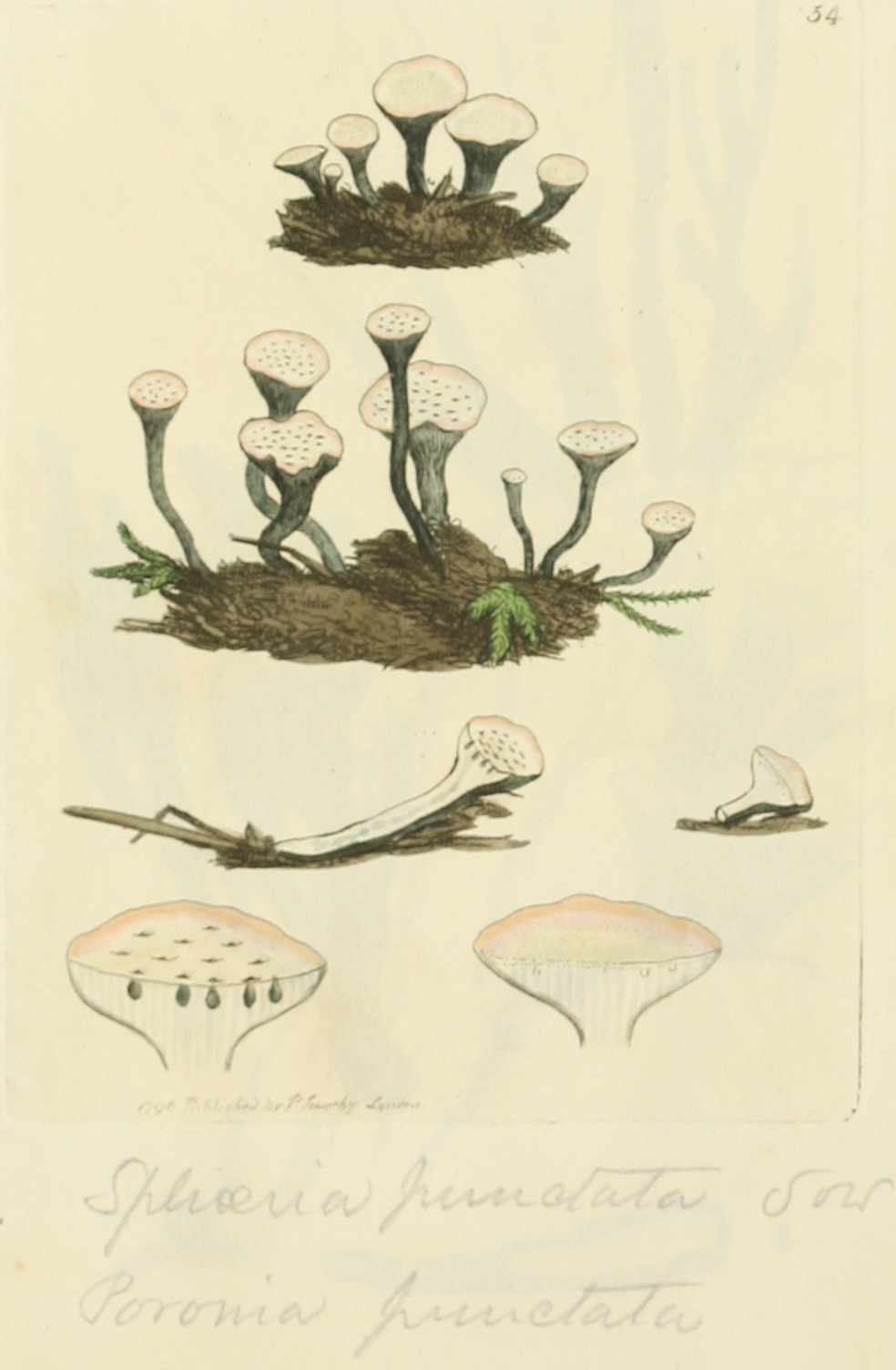
Poronia punctata, Illustration aus James Sowerbys Coloured Figures of English Fungi or Mushrooms

Poronia punctata, gelegentlich auf Deutsch auch Punktierte Porenscheibe genannt, ist ein dungbesiedelnder Pilz aus der Familie der Holzkeulenverwandten.

## Merkmale

### Makroskopische Merkmale
Poronia punctata bildet ein fruchtkörperähnliches schalen- oder kreiselförmiges Stroma auf Dung verschiedener Säugetiere aus, das einen Durchmesser von 30–150 mm aufweist. Es besitzt ein 10 bis 20 mm langes Stielchen, das meist in das Substrat eingesenkt ist. Die Außenseite ist weißlich bis blassgrau, die Oberseite ist flach und die zahlreichen schwarzen Perithecienmündungen lassen die Oberseite punktiert erscheinen. Die eigentlichen Fruchtkörper, die Perithecien, sind oval bis eiförmig und erreichen eine Größe von 0,3 bis 0,4 cm.

### Mikroskopische Merkmale
Die zylindrischen, spindelförmigen Asci besitzen einen stark amyloiden trichterförmigen Apikalapparat, haben jeweils acht Ascosporen, die zweireihig angeordnet sind, und werden 124–163 × 18,7–24 µm groß. Die schwarzen Ascosporen sind nierenförmig bis ellipsoid geformt mit einer glatten Oberfläche. Sie erreichen eine Größe von 20–28 × 6–10 µm.

### Ähnliche Arten
Der ebenfalls in Europa vorkommende Poronia erici ist äußerlich kaum von Poronia punctata zu unterscheiden, die etwas größer, sicher aber nur mikroskopisch zu unterscheiden ist, da Poronia erici deutlich größere Sporen besitzt. Poronia erici besitzt länglich elliptische Sporen von 160–220 × 20–40 µm Größe. Die dritte in Europa beschriebene Löcherscheibe Poronia oedipus ist indes durch ihren langen Stiel und ihre im Alter schwarze Scheibe zu unterscheiden. Sie ist in Europa äußerst selten und scheint eher in Mittelamerika und im Süden der USA verbreitet zu sein.

## Verbreitung und Ökologie
Poronia punctata ist ein Besiedler von altem Dung pflanzenfressender Säugetiere wie Pferd oder Esel, besonders in kalkhaltigen Gebieten. Er ist in ganz Europa verbreitet, ist aber auch aus Mittelamerika, dem indischen Bundesstaat Karnataka, Sri Lanka und Australien bekannt. Während er im 19. Jahrhundert noch als häufig beschrieben wurde, ist er inzwischen zumindest in Europa als sehr selten einzustufen. Es wird dies auf die stark intensivierte Landwirtschaft zurückgeführt, wodurch nur noch wenige Pferde oder Esel extensiv auf der Weide grasen.
Die Rote Liste der Großpilze Deutschlands listet die Art als vom Aussterben bedroht (Gefährdungskategorie 1). In vielen Bundesländern ist er bereits ausgestorben, 2021 wurde er jedoch erstmals seit 170 Jahren wieder in der Döberitzer Heide in Brandenburg auf Dungfladen von Przewalski-Pferden entdeckt.

## Systematik
Poronia punctata wurde bereits 1753 von Carl von Linné als Peziza punctata erstbeschrieben. Elias Magnus Fries beschrieb die Art dann 1849 mit dem heute noch gültigen Namen.